# Лілі Марлен (фільм)
«Лілі́ Марле́н» (нім. «Lili Marleen») — німецький (ФРН) фільм-драма 1980 року, поставлений Райнером Вернером Фассбіндером з Ханною Шигуллою у головній ролі. В основу сценарію стрічки покладено автобіографічний роман «Небо має багато кольорів» (нім. Der Himmel hat viele Farben) німецької співачки Лале Андерсен.

## Сюжет
1938 рік. Віллі (Ханна Шигулла), молода німецька співачка, любить Роберта (Джанкарло Джанніні), обдарованого швейцарського музиканта, який часто приїжджає до нацистської Німеччини, щоб за завданням організації, якою керує його батько Давид Мендельсон (Мел Феррер), допомогти євреям.
З початком Другої світової війни Віллі і Роберт гублять один одного. Віллі робить блискучу кар'єру, після того, як солдатська радіостанція «Белград» випадково знаходить пластинку із записом пісні «Лілі Марлен» в її виконанні. Роберт як і раніше працює в організації по наданню допомоги євреям; у Німеччині його заарештовують і потім висилають за обміном у Швейцарію. Але і Віллі виявляється втягнутою в політику. Під час турне вона добуває для Роберта інформацію про нацистські табори смерті на Сході. Влада забороняє її виступи, оголосивши пісню «Лілі Марлен» пораженською, але незабаром Віллі примусово повертають на сцену, оскільки солдатське радіо з Великої Британії повідомляє, що її заарештовано і вбито.
Після війни Віллі їде до Цюриха і бачить Роберта з іншою жінкою.

## В ролях
| Ханна Шигулла         | ···· | Віллі            |
| Джанкарло Джанніні    | ···· | Роберт           |
| Мел Феррер            | ···· | Давид Мендельсон |
| Карл-Гейнц фон Гессел | ···· | Генкель          |
| Ерік Шуманн           | ···· | фон Стреглов     |
| Гарк Бом              | ···· | Ташнер           |
| Готтфрід Йон          | ···· | Ааарон           |
| Карін Бааль           | ···· | Анна Ледерер     |
| Крістін Кауфманн      | ···· | Міріам           |
| Удо Кір               | ···· | Древіц           |
| Рогер Фріц            | ···· | Кауффман         |
| Райнер Вілл           | ···· | Бернт            |
| Рауль Гіменес         | ···· | Блонскі          |
| Барбара Валентин      | …    | Єва              |

## Визнання
| Нагороди та номінації фільму «Лілі Марлен» | Нагороди та номінації фільму «Лілі Марлен» | Нагороди та номінації фільму «Лілі Марлен»            | Нагороди та номінації фільму «Лілі Марлен» | Нагороди та номінації фільму «Лілі Марлен» | Нагороди та номінації фільму «Лілі Марлен» |
| Рік                                        | Кінофестиваль/кінопремія                   | Категорія/нагорода                                    | Номінант                                   | Результат                                  |                                            |
| ------------------------------------------ | ------------------------------------------ | ----------------------------------------------------- | ------------------------------------------ | ------------------------------------------ | ------------------------------------------ |
| 1981                                       | Німецька кінопремія                        | Золота нагорода за найкращу головну жіночу роль       | Ханна Шигулла                              | Номінація                                  |                                            |
| 1981                                       | Німецька кінопремія                        | Золота нагорода за найкращу жіночу роль другого плану | Карін Бааль                                | Номінація                                  |                                            |
| 1981                                       | Премія «Бамбі»                             | Найкраща акторка                                      | Ханна Шигулла                              | Перемога                                   |                                            |

## Цікаві факти
У одному з епізодів фільму з'являється реальний історичний персонаж — німецький письменник, антифашист, член «Червоної капели» Гюнтер Вайзенборн. Його роль зіграв сам Р. В. Фассбіндер.